# Вербовый (Краснодарский край)
Ве́рбовый — хутор в Гулькевичском районе Краснодарского края России. Входит в состав Николенского сельского поселения.

## Население
| 2002 | 2010 |
| ---- | ---- |
| 247  | ↘227 |

## Улицы
На хуторе имеется одна улица: Заречная.